# Elizabeth Anscombe
Gertrude Elizabeth Margaret Anscombe (* 18. März 1919 in Limerick, Irland; † 5. Januar 2001 in Cambridge) (Veröffentlichungen unter G.E.M. Anscombe) war eine britische Philosophin, die wichtige Beiträge zur Handlungstheorie sowie Tugendethik leistete, und Schülerin Ludwig Wittgensteins.

## Leben
Elizabeth Anscombe studierte am St Hugh's College an der Universität Oxford und graduierte 1941. Im ersten Jahr als Undergraduate konvertierte sie zum katholischen Glauben.
Nach Wittgensteins Tod im Jahre 1951 wurde Elizabeth Anscombe neben Rush Rhees und G. H. von Wright einer der drei Verwalter der philosophischen Hinterlassenschaft Wittgensteins. In dieser Funktion waren sie verantwortlich für die postume Herausgabe und Veröffentlichung einer Vielzahl von Notizen und Manuskripten mit nachgelassenen Werken Wittgensteins, die sie auch ins Englische übersetzte (darunter die Philosophischen Untersuchungen). Von 1970 bis 1986 lehrte Anscombe als Professorin für Philosophie an der Universität Cambridge. 1967 wurde sie zum Mitglied (Fellow) der British Academy gewählt. 1979 wurde sie in die American Academy of Arts and Sciences aufgenommen.
Anscombe war verheiratet mit Peter Geach, der über Anscombe ebenfalls mit Wittgenstein in Verbindung trat und sich von ihm anregen ließ. Geach war anerkannter Professor für Philosophie und Logik. Zusammen hatten sie drei Söhne und vier Töchter. Wie seine Frau konvertierte auch er zum Katholizismus.
Anscombe war bekannt als strikte Gegnerin der Abtreibung. Noch vor der päpstlichen Enzyklika Humanae Vitae argumentierte sie gegen Empfängnisverhütung und sexuelle Promiskuität. Sie war auch als Aktivistin in der englischen Pro-Life-Bewegung tätig und wurde mehrmals bei Demonstrationen verhaftet.

## Werk
Nach ihrem Abschluss in Oxford nahm Anscombe im Jahre 1942 ein Postgraduierten-Studium in Cambridge auf. Hier lernte sie Wittgenstein kennen, dessen Werk sie in einer Weise interpretierte, die zu den bekanntesten und einflussreichsten in diesem Feld gehört. 1959 schrieb sie eine Einführung zu seinem Frühwerk, dem Tractatus logico-philosophicus. Ihre Übersetzung der Philosophischen Untersuchungen war lange Zeit die maßgebliche Übersetzung ins Englische. Weiterhin übersetzte sie eine Reihe weiterer Schriften Wittgensteins.
Ihre einzige philosophische Monographie, Intention (1957), gilt als Klassiker der Handlungstheorie und versucht den Begriff der Absicht theoretisch auf Basis einer nicht auf Ursachen reduzierbare Gründe, die durch spezielle Warum?-Fragen fassbar werden, gestützten Aristoteles-Interpretation der Autorin philosophisch zu erneuern. Ihre Aufsätze sind in drei Aufsatzsammlungen aus dem Jahr 1981 gesammelt.
Mit ihren Beiträgen zur Moralphilosophie trug sie wesentlich zur modernen Wiederbelebung der Tugendethik bei, die sie als dezidiert katholische, aber methodisch der analytischen Philosophie verpflichtete Denkerin erneuerte. Ein weiterer Schwerpunkt war die Philosophie des Geistes.
Mit dem Namen Anscombe ist die Einführung des Begriffs „Konsequentialismus“ verbunden. In dem 1958 erschienenen Aufsatz „Modern Moral Philosophy“, schrieb sie:

“The denial of any distinction between foreseen and intended consequences, as far as responsibility is concerned, was not made by Sidgwick in developing any one 'method of ethics'; he made this important move on behalf of everybody and just on its own account; and I think it plausible to suggest that this move on the part of Sidgwick explains the difference between old-fashioned Utilitarianism and the consequentialism, as I name it, which marks him and every English academic moral philosopher since him.”

„Die Verneinung jeden Unterschiedes zwischen vorhergesehenen und beabsichtigten Konsequenzen, soweit es Verantwortung angeht, wurde von Sidgwick nicht gemacht, um eine ethische Methode zu entwickeln; er hat die bedeutende Wende vollzogen vom Interesse für jedermann zum eigenen Interesse; und ich halte es für plausibel zu sagen, dass diese Wende auf der Seite von Sidgwick den Unterschied erklärt zwischen herkömmlichem Utilitarismus und dem Konsequentialismus, wie ich es nennen würde, welcher ihn kennzeichnet und jeden akademischen Philosophen in England nach ihm.“

## Werke
- Aufsätze, hrsg. und übersetzt von Katharina Nieswandt und Ulf Hlobil und mit einem Nachwort von Anselm W. Müller. Suhrkamp, Berlin 2014, ISBN 978-3-518-29701-8.
- The collected philosophical papers, Oxford: Blackwell Publishing, 1981 (Auflage von 2002)
  - Vol. l: From Parmenides to Wittgenstein.
  - Vol. 2: Metaphysics and the philosophy of mind.
  - Vol. 3: Ethics, religion and politics.
- Intention, Oxford: Blackwell, 1957 (Neuausgabe: Ithaca u. a.: Cornell Univ. Pr., 1974).
  - Absicht. Übers., hrsg. u. eingeführt von John M. Connolly und Thomas Keutner, Freiburg (Breisgau) / München: Alber, 1986 (Praktische Philosophie; Bd. 24).
  - Absicht. Aus dem Englischen von Joachim Schulte, Berlin: Suhrkamp, 2010.
- Human Life, Action and Ethics. Ed. by Mary Geach and Luke Gormally, St. Andrews Studies in Philosophy and Public Affairs, Exeter: Imprint Academic, 2005.
- Faith in a Hard Ground. Essays on Religion, Philosophy and Ethics. Ed. by Mary Geach and Luke Gormally, St. Andrews Studies in Philosophy and Public Affairs, Exeter: Imprint Academic, 2008.
- The First Person, in Samuel Guttenplan (Hrsg.): Mind and Language (Oxford: Clarendon Press, 1975), S. 45–65 (online).
- An Introduction to Wittgenstein's Tractatus. Themes in the Philosophy of Wittgenstein., Indiana, USA: St. Augustine's Press, 1959.
  - Eine Einführung in Wittgensteins "Tractatus". Themen in der Philosophie Wittgensteins., Wien/Berlin: Turia + Kant, 2016.
- Modern Moral Philosophy, in: Philosophy 33/124 (1958).